# Karjusaari (ö i Finland, Päijänne-Tavastland, Lahtis, lat 61,30, long 25,83)
Karjusaari är en ö i Finland. Den ligger i sjön Ruotsalainen och i kommunen Heinola i den ekonomiska regionen  Lahtis ekonomiska region  och landskapet Päijänne-Tavastland, i den södra delen av landet, 130 km norr om huvudstaden Helsingfors. Öns area är 7,3 hektar och dess största längd är 0,5 kilometer i sydväst-nordöstlig riktning.